# Андреева, Екатерина Сергеевна
Екатери́на Серге́евна Андре́ева (род. 27 ноября 1961 или 1965, Москва) — российская телеведущая, журналистка, диктор и редактор. Ведущая и лицо информационной программы «Время» на «ОРТ/Первом канале» с 1997 года.

## Биография
Родилась в Москве 27 ноября 1965 (с её слов и по скану свидетельства о рождении) или 1961 года. Её отец был заместителем председателя Госснаба СССР, а мать — домохозяйкой. У Екатерины Андреевой есть младшая сестра Светлана. Одним из предков был крепостной Демидова, который смог выкупиться из владения хозяина.
Сразу же после окончания 10-го класса школы № 187 поступила на вечернее отделение Всесоюзного юридического заочного института (ВЮЗИ). В то же время работала референтом в Генеральной прокуратуре в отделе делопроизводства следственного управления. После инцидента с угрозой жизни[прояснить] решила оставить работу в прокуратуре.
Андреева рано вышла замуж и в возрасте 18 лет родила дочь Наталью.
Перевелась с юридического факультета ВЮЗИ на исторический факультет Московского областного педагогического института, который окончила в 1990 году. Её выпускная работа была посвящена сравнению (и в частности схожести) режимов Иосифа Сталина и Адольфа Гитлера.

## Телевидение
В 1990 году поступила в «школу дикторов» Всесоюзного института повышения квалификации работников телевидения и радиовещания (Гостелерадио СССР), прошла в дикторы ЦТ по конкурсу. Среди прочих училась у Игоря Кириллова, который сыграл определяющую роль в телевизионной судьбе Андреевой.
В 1992 году начала работать на телевидении в программах «Утро» и «Добрый вечер, Москва». Вела экономические новости на телеканале РТР, являлась ведущей автоспортивной программы «Большие гонки». С 1994 года — редактор «ТСН» информационного телевизионного агентства (дирекции информационных программ ОРТ). В 1995 году стала ведущей информационной программы «ИТА Новости» на 1-м канале Останкино.
В 1997 году впервые приняла участие в информационной программе «Время» в качестве ведущей (заменила находившуюся в отпуске Арину Шарапову). До конца 1998 года вела обычные выпуски новостей, в основном утренние и вечерние.
В декабре 1998 года была назначена Сергеем Доренко на место постоянной ведущей программы «Время» телекомпании «ОРТ».
С 2001 по 2007 год вместе с Сергеем Брилёвым была ведущей «Прямой линии с Владимиром Путиным», одновременно выходившей на ОРТ/«Первом канале» и РТР/«России». В 2004, 2008, 2012 и 2018 годах в паре с ним также комментировала прямую трансляцию инаугурации Президента России.
Андреева сама готовит основную канву и редакцию новостей, костяк программы. Образом ведущей стал строгий, деловой стиль, в том числе в одежде и причёске, с минимумом украшений. Андреева начинала с более свободного стиля, однако тот не понравился директору Ольвару Какучая.
По итогам 2010 года вошла в десятку популярных телеведущих России по версии TNS Россия.
Андреева ведёт мотивационные тренинги.

## Вопрос о годе рождения
Различные источники по-разному указывают дату рождения Екатерины Андреевой: в одних источниках указан 1961 год, в других — 1965 год. С конца 2010-х годов сама Андреева регулярно выступает в прессе с комментариями на эту тему и настаивает на 1965 годе рождения. Отдельное внимание в своих выступлениях она уделяет Википедии, которая указала оба варианта её года рождения. Через различные средства массовой информации Андреева требует от Википедии оставить только 1965 год. Однако редакторы Википедии с этим не согласны и указывают, что второй вариант содержится в надёжных источниках, включая официальные документы и старые интервью Андреевой, в которых с ней обсуждались юбилейные даты, соответствующие 1961 году рождения. Правило Википедии о нейтральной точке зрения требует в таком случае приводить оба варианта, не преподнося читателям ни один из них как истинный, пока ошибочность второго не подтверждена достаточно надёжными опубликованными источниками, не заинтересованными в продвижении определённой точки зрения.
В 2019 году Екатерина Андреева предоставила журналистам фотографию своего свидетельства о рождении, выданного в декабре 1965 года, где датой рождения указано 27 ноября 1965 года.
В базе авиаперелётов «Сирена-Трэвел» у Андреевой указан 1965 год.

## Взгляды

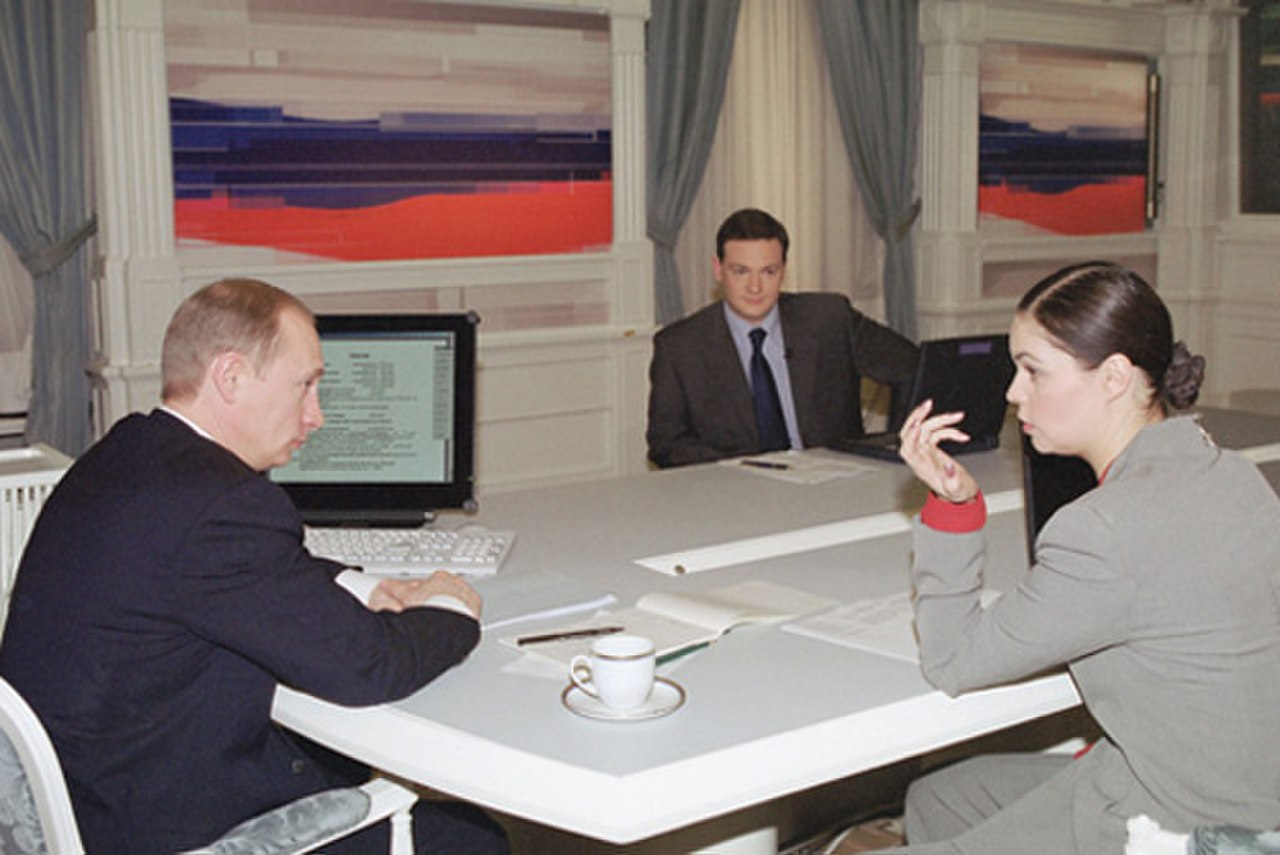
Екатерина Андреева с Президентом России Владимиром Путиным и ведущим телеканала «РТР» Сергеем Брилёвым. 24 декабря 2001 года

Поддержала закон о повышении пенсионного возраста в стране, негативно относится к участию молодёжи в акциях протеста («юнцы, которым надо кричать что-нибудь»). Также считает, что каждый сотрудник государственного телевидения должен поддерживать государственную политику. Несмотря на телепрофессию, сама Андреева, по её словам, не смотрит телевизор из-за высокого уровня транслируемой агрессии:

Я объясню, почему я не смотрю телевидение. Потому что уровень агрессии, который сейчас льётся с экранов, опасен для здоровья. Я себя очень люблю, для того чтобы не давать разрушать свои нейроны, связи в мозге тем, кто агрессивен очень с экрана.
— Из интервью Русской службе Би-би-си

## Санкции
В 2022 году поддержала нападение России на Украину.
8 июля 2022 за поддержку войны против Украины внесена в санкционный список Канады «российских агентов дезинформации» за «содействие и поддержку неспровоцированного и неоправданного вторжения России в Украину».
19 октября 2022 года внесена в санкционный список Украины, так как «распространяет нарративы в соответствии с кремлёвской пропагандой для целей оправдания действий России», а кроме того, «поддерживает информационную политику, которая освещается на „Первом канале“, о событиях в Украине, оправдывая агрессивную политику путинского режима». Ранее Андреева, как российская пропагандистка, была внесена ФБК в сокращенный ТОП-200 списка коррупционеров и разжигателей войны, с предложением введения против неё международных санкций.
C 16 июня 2025 года внесена в список нежелательных лиц Латвии с запретом на въезд в страну на неопределённый срок.

## Актёрская фильмография
- 1990 — Неизвестные страницы из жизни разведчика — пассажирка
- 1991 — Исчадье ада — Елена, старинная любовь Жоржа
- 1999 — В зеркале Венеры — жена Чистова
- 2004 — Личный номер — камео
- 2006 — Первый Скорый — камео
- 2014 — Звезда
- 2014 — Про любовь 2
- 2023 — Чувства Анны

Андреева отмечала, что у неё нет тяги к актёрству и она участвовала в съёмках фильмов лишь из-за настойчивости режиссёров. Участвовала в пробах роли Маргариты к фильму Юрия Кары «Мастер и Маргарита», но не была утверждена в роли.

## В массовой культуре
С 2009 по 2013 год персонаж Екатерины Андреевой использовался в мультипликационном пародийном шоу «Мульт личности».
Изображение Екатерины Андреевой есть на обложке альбома российской рок-группы Б.А.У. «Тьма над русской рваниной».

## Награды
- Орден Дружбы (27 ноября 2006 года) — «за большой вклад в развитие отечественного телерадиовещания и многолетнюю плодотворную деятельность»[58]
- Лауреат ТЭФИ в номинации «Ведущий информационной программы» (2007 год)[59]
- Благодарность Президента Российской Федерации (6 февраля 2003 года) — «за активное участие в подготовке и проведении мероприятий с участием Президента Российской Федерации»[60].
- Благодарность Президента Российской Федерации (23 апреля 2008 года) — «за информационное обеспечение и активную общественную деятельность по развитию гражданского общества в Российской Федерации»[61].
- Почётная грамота Президента Российской Федерации (21 августа 2018 года) — «за заслуги в развитии отечественного телевидения и многолетнюю добросовестную работу»[62].

## Семья
Отец — Сергей Александрович Андреев (род. 1937). Заместитель председателя Госснаба СССР.
Мать — Татьяна Ивановна Андреева, работала инженером в ЦКБ «Алмаз», а потом стала домохозяйкой после рождения младшей дочери.
Младшая сестра — Светлана (род. 1979).

## Личная жизнь
С первым мужем — Андреем Назаровым, учились в одной школе. По словам Андреевой она рано вышла замуж и в возрасте 18 лет родила дочь Наталью. Наталья — выпускница МГИМО.
Второй муж — Ду́шко Пе́рович — глава представительства Республики Сербской (республика Сербская в составе Боснии и Герцеговины), бывший футболист, адвокат и бизнесмен. Познакомился с Андреевой находясь по работе в Москве в представительстве американской компании. В 2011 году Андреева получила почётное гражданство Черногории. В 2017 году Андреева вместе с Перовичем принимали участие в телеигре «Кто хочет стать миллионером?», выпуск которой вышел 1 апреля 2017 года, где не сумели дать правильный ответ на 15-й вопрос о лобогрейке.
Любит спорт, занимается йогой, пилатесом, тайцзицюань. Кроме спорта любит путешествовать, литературу, театр, классическую музыку, оперу, играет в шахматы. Длительное время курила, но потом бросила.
Является верующей. Была крещена во взрослом возрасте в Новоиерусалимском монастыре. Помогала в восстановлении церкви в подмосковном Трубино.
В 2016 году начала вести аккаунт в Instagram (более 500 тысяч подписчиков в 2021 году).
Амбассадор проекта госпитальных школ «УчимЗнаем» с 2016 года.
В апреле 2025 года глава Фонда борьбы с коррупцией Мария Певчих заявила, что ФБК обратился к властям Черногории с требованием лишить гражданства телеведущую Екатерину Андрееву. Юрист ФБК Вячеслав Гимади на своей странице в Твиттере написал в своём посте о том, что по закону «гражданство Черногории прекращается, если поведение „особо значимого гражданина“ наносит серьезный ущерб жизненно важным интересам страны». 17 апреля 2025 года ФБК опубликовал новое расследование, в ходе которого выяснилось, что телеведущая Андреева получила гражданство Гондураса 27 ноября 2005 года благодаря своему мужу Душко Перовичу, о наличии гражданства Гондураса которого издание КП писало в конце 2004 года.